# فهرست میراث جهانی در لیبی
میراث جهانی در لیبی تا تاریخ ۲۰۲۲ شامل پنج اثر ثبت شده در کشور لیبی توسط میراث جهانی است.
سایت‌های سازمان میراث جهانی آموزشی، علمی و فرهنگی ملل متحد، یونسکو، مکان‌هایی هستند که دارای اهمیت فرهنگی یا طبیعی هستند، همان‌طور که در پیمان‌نامه میراث جهانی، که در سال ۱۹۷۲ تأسیس شده، شرح داده شده‌است. لیبی این پیمان‌نامه را در جمعه، ۱۳ اکتبر ۱۹۷۸ پذیرفت و از آن هنگام، مکان‌های طبیعی و فرهنگی لیبی واجد شرایط برای گنجانده شدن در فهرست میراث جهانی هستند. هر پنج اثر ثبت‌شدهٔ لیبی در بخش آثار فرهنگی و سایت‌هایی تاریخی هستند.
آثار ثبت شده لیبی در اثر جنگ داخلی لیبی وضعیت پایداری ندارند و یونسکو آن‌ها را از سال ۲۰۱۶، در ردهٔ آثار در معرض خطر قرار داده‌است. سطح بالای بی‌ثباتی در کشور، این واقعیت که گروه‌های مسلح در سایت‌ها یا مناطق پیرامون آن‌ها حضور دارند و آسیب‌هایی که به آثار وارد شده و ممکن است وارد آید، موجب اتخاذ چنین تصمیمی شد. در سپتامبر ۲۰۱۷، پس از وقوع درگیری‌های نظامی درون و بیرون مجموعه باستان‌شناسی صبراته، مدیرکل یونسکو از همه طرف‌های جنگ خواست با توجه به مفاد کنوانسیون ۱۹۵۴ لاهه، از هرگونه استفاده نظامی یا هدف قرار دادن مکان‌های میراث فرهنگی و مناطق اطراف آن‌ها، خودداری کنند.

## سایت‌های میراث جهانی
یونسکو سایت‌ها را با ده معیار فهرست می‌کند. هر ورودی باید حداقل یکی از معیارها را داشته باشد.
| # | نگاره | نام                          | موقعیت (استان) | سال ثبت | ش ثبتمعیارها    | شرح | منبع   |
| - | ----- | ---------------------------- | -------------- | ------- | --------------- | --- | ------ |
| ۱ |       | سایت باستان‌شناسی لپتیس ماگنا | الخُمس          | ۱۹۸۲    | ۱۸۰ i, ii, ii   | شهر رومی لپتیس ماگنا توسط امپراتور سپتیمیوس سوروس، که متولد این شهر بود، توسعه یافت. بناهای عمومی، یک بندرگاه، یک بازار، انبارها، مغازه‌ها و خانه‌های موجود در این مجموعه، از دلایل ثبت جهانی این اثر بودند.                          | [ ۶ ]  |
| ۲ |       | سایت باستان‌شناسی صبراته      | زاویه          | ۱۹۸۲    | ۱۸۴iii          | صبراته در ابتدا به عنوان یک مقر بازرگانی توسط فینیقی‌ها ساخته شد. این شهر در حاکمیت ماسینیسا، فرمانروای نومیدیا، بود ولی توسط رومی‌ها فتح شد و پس از آن در قرن‌های دوم و سوم میلادی بازسازی گردید.                                     | [ ۷ ]  |
| ۳ |       | سایت باستان‌شناسی شحات        | الجبل الاخضر   | ۱۹۸۲    | ۱۹۰ ii, iii, vi | این شهر در ابتدا توسط یونانی‌ها ایجاد شد ولی تدریجاً رومی‌نشین شد و به پایتختی منطقه درآمد تا این که در زمین‌لرزه ۳۶۵ کرت نابود شد. ویرانه‌های هزار سالهٔ این مجموعه از قرن هجدهم میلادی مجدداً شهرت یافتند.                               | [ ۸ ]  |
| ۴ |       | صخره‌نگاره‌های کوه‌های اکاکوس   | فزان           | ۱۹۸۵    | ۲۸۷iii          | رشته کوه‌های اکاکوس شامل هزاران نقاشی و غارنگاری به سبک‌های مختلف است که قدمت آن‌ها از ۱۲۰۰۰ قبل از میلاد تا ۱۰۰ پس از میلاد می‌رسد و منعکس‌کننده تغییرات گیاهی و جانوری در منطقه و همچنین سبک زندگی متفاوت جمعیت‌های متوالی در صحرا است. | [ ۹ ]  |
| ۵ |       | شهر قدیمی غدامس              | نالوت          | ۱۹۸۶    | ۳۶۲v            | غدامس که در یک واحه قرار دارد، یکی از قدیمی‌ترین شهرهای پیش از صحرا است که نمایانگر معماری داخلی بومی با تقسیم‌بندی عمودی عملکردها است.                                                                                               | [ ۱۰ ] |

## فهرست آزمایشی
علاوه بر مکان‌هایی که در فهرست میراث جهانی ثبت شده‌اند، کشورهای عضو می‌توانند فهرستی از مکان‌های آزمایشی را که ممکن است برای نامزدی در نظر گرفته شوند، ارائه کنند. نامزدهای فهرست میراث جهانی تنها در صورتی پذیرفته می‌شوند که سایت قبلاً در فهرست آزمایشی ثبت شده باشد. تا تاریخ ۲۰۲۲ لیبی سه اثر را در فهرست آزمایشی خود دارد.
| # | نگاره | نام                      | موقعیت (استان) | سال ثبت | شماره ثبت | شرح | منبع   |
| - | ----- | ------------------------ | -------------- | ------- | --------- | --- | ------ |
| ۱ |       | سایت باستان‌شناسی قرزه    | مصراته         | ۲۰۲۰    | ۶۴۸۶      | شهری باستانی که دارای بقایای فرهنگ‌های پونیک و رومی است و در دوران باستان، از نظر بازرگانی جایگاهی استراتژیک در آخرین مرزهای جنوبی روم داشته‌است. این مجموعه به خوبی حفظ شده‌است. | [ ۱۲ ] |
| ۲ |       | سایت باستان‌شناسی بطلمیوس | مرج            | ۲۰۲۰    | ۶۴۸۷      | پتولمایس یا بطلمیوس شهری با ریشه‌های یونانی-رومی است که در قرن هفتم قبل از میلاد تأسیس شد و توسط بطلمیوسیان گسترش یافت. تأثیرات فرهنگی یونانی، مصری، رومی، لیبیایی، بیزانسی-مسیحی و اسلامی در آن مشهود است. این شهر حتی در اوایل قرن بیستم به اشغال ایتالیا درآمد و از اهمیت استراتژیک برخوردار بود. این سایت شامل ساختمان‌های عمومی و خصوصی است که به خوبی حفظ شده‌اند و از اهمیت معماری بالایی برخوردار هستند. | [ ۱۳ ] |
| ۳ |       | غار هوا فطیح             | الجبل الاخضر   | ۲۰۲۰    | ۶۴۸۸      | غاری شامل بقایای انسان اولیه است که حفاری‌های دانشگاه کمبریج قدمت آن را به ۱۵۰۰۰۰ سال پیش بازمی‌گرداند. این غار از لحاظ دانشی که در باب نخستیان دربردارد، بی‌همتاست. | [ ۱۴ ] |